# 332 Siri
Siri (asteroide 332) é um asteroide da cintura principal com um diâmetro de 40,37 quilómetros, a 2,5191981 UA. Possui uma excentricidade de 0,0913454 e um período orbital de 1 686,13 dias (4,62 anos).
Siri tem uma velocidade orbital média de 17,88796687 km/s e uma inclinação de 2,8475º.
Esse asteroide foi descoberto em 19 de Março de 1892 por Max Wolf.